# Rainer Höft
Rainer Höft, nemški rokometaš, * 3. april 1956, Berlin.
Leta 1980 je na poletnih olimpijskih igrah v Moskvi v sestavi vzhodnonemške rokometne reprezentance osvojil zlato olimpijsko medaljo.